# Dubbel glas (Marjet Wessels Boer)
Dubbel glas in een artistiek kunstwerk in Amsterdam-West.
Het werk stamt uit 2011 toen een aantal panden aan de Van Noordtstraat grondig werden gerenoveerd. Aan Marjet Wessels Boer werd toen gevraagd een ontwerp voor het glas van het centrale trappenhuis te maken. Wessels Boer kwam met lichtdoorlatende prints voor de glaspartij van pand nr. 9. Deze geven de illusie dat de gevel van de overzijde in die glaspartij weerspiegelt. Dit werkt licht ontvreemdend want naast de prints is er ook de natuurlijke weerspiegeling op het glas. Als men langsloopt verandert de natuurlijke weerspiegeling, maar de print geven een weerspiegeling die op haar plaats blijft. Bij schemering en duisternis, als de natuurlijk weerspiegeling wegvalt, blijft de kunstmatige weerspiegeling en wordt steeds duidelijker, zeker wanneer het licht in het trappenhuis dat tegen de binnenzijde van de gevels is geplaatst aan gaat.

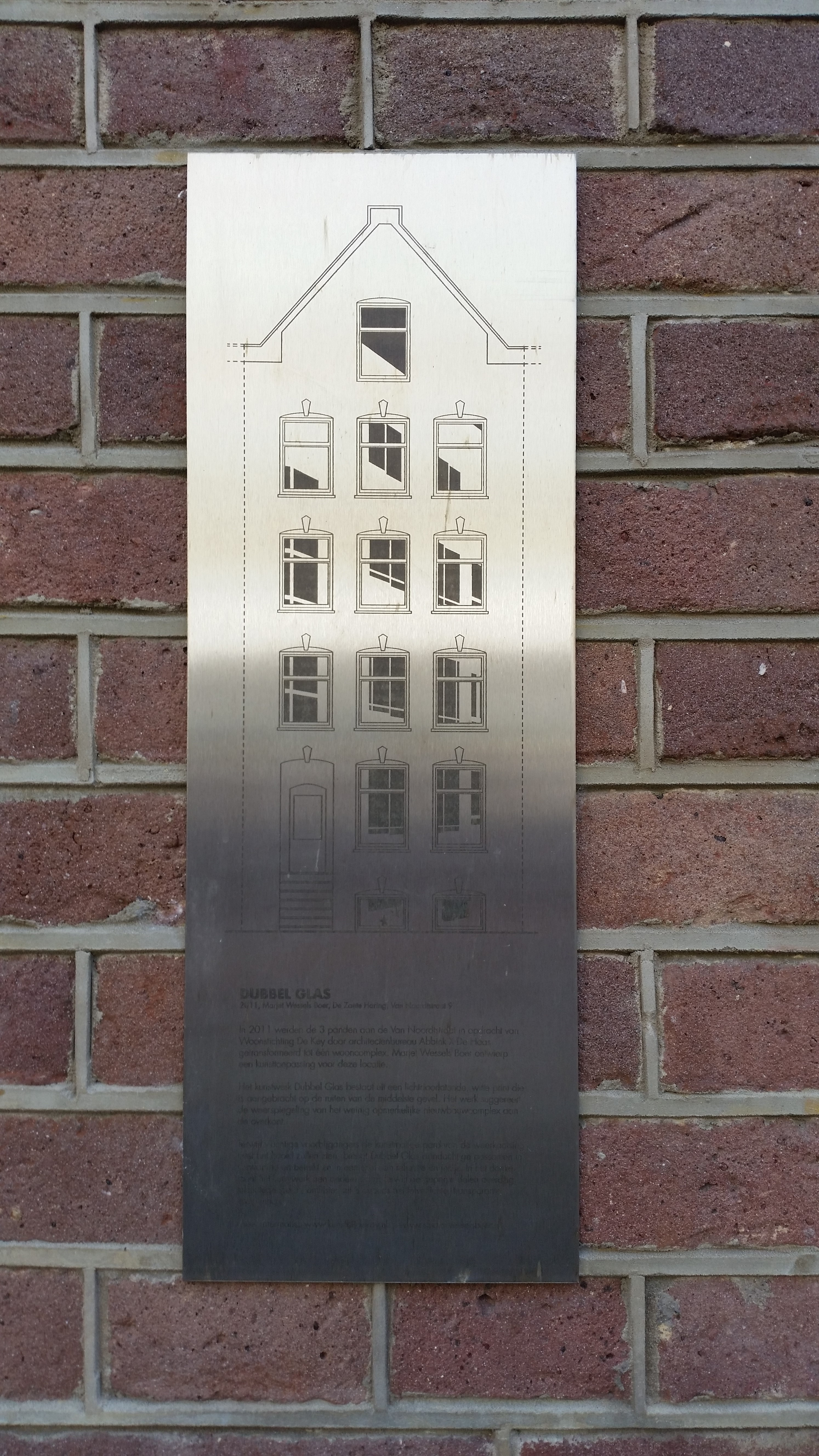
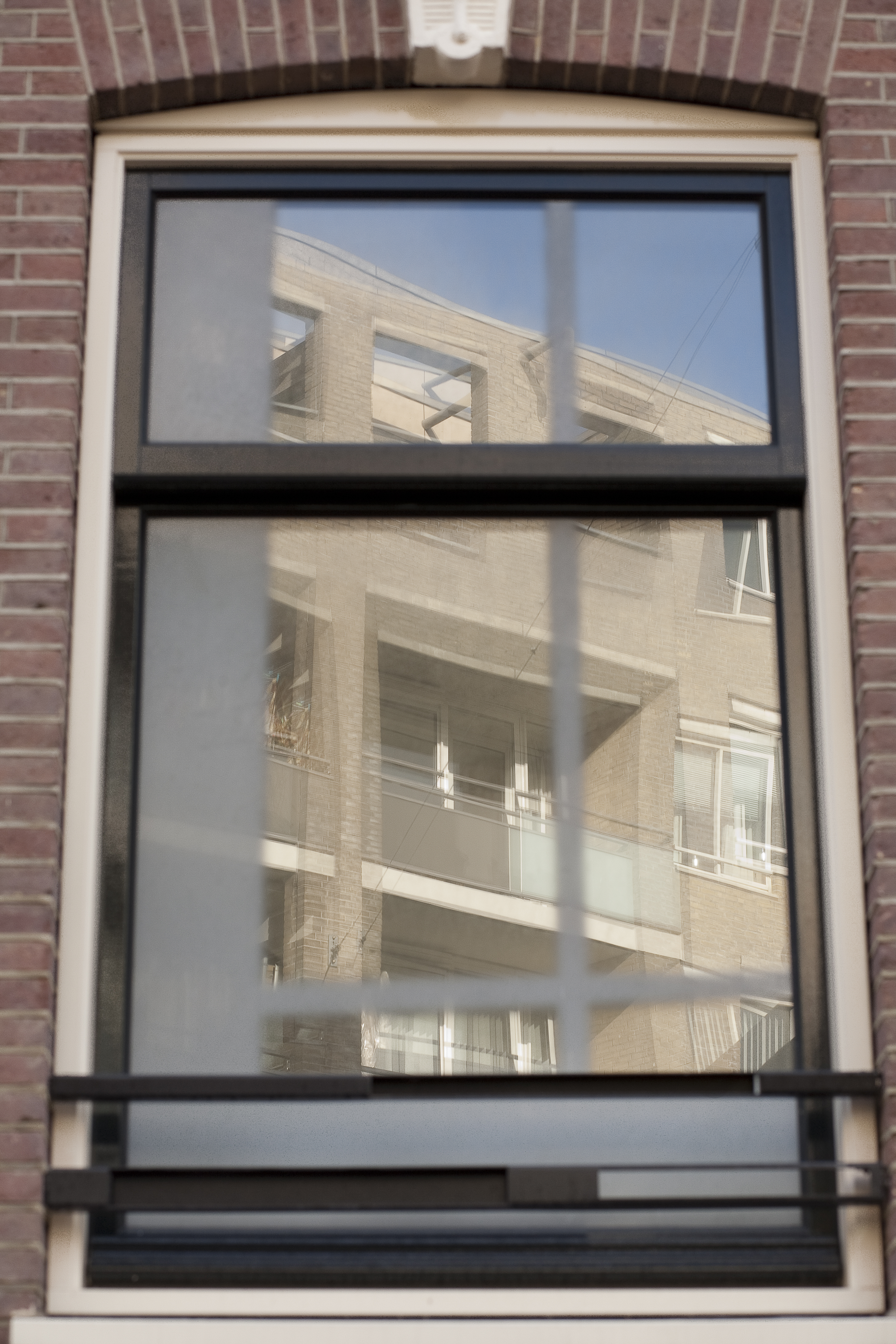
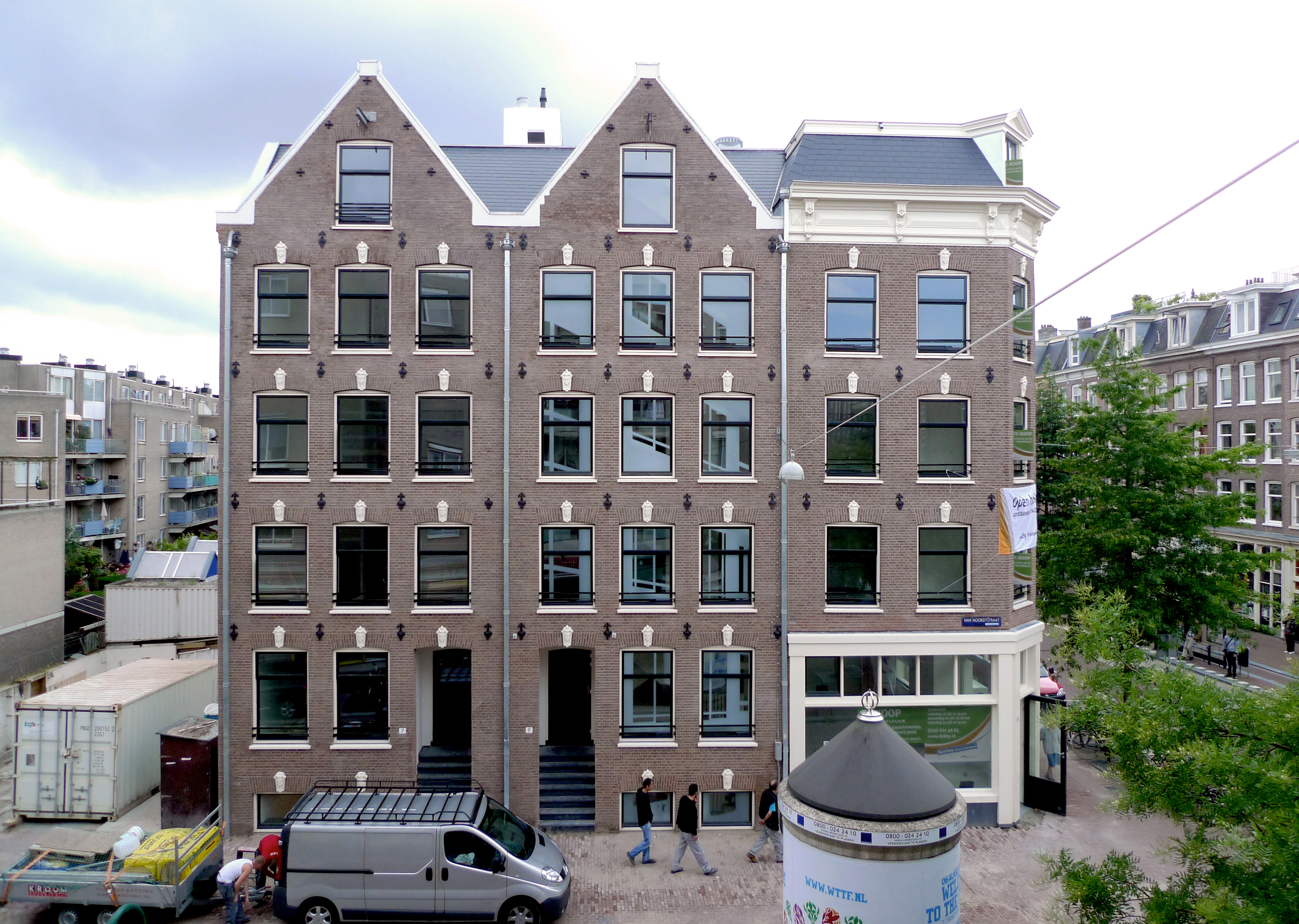
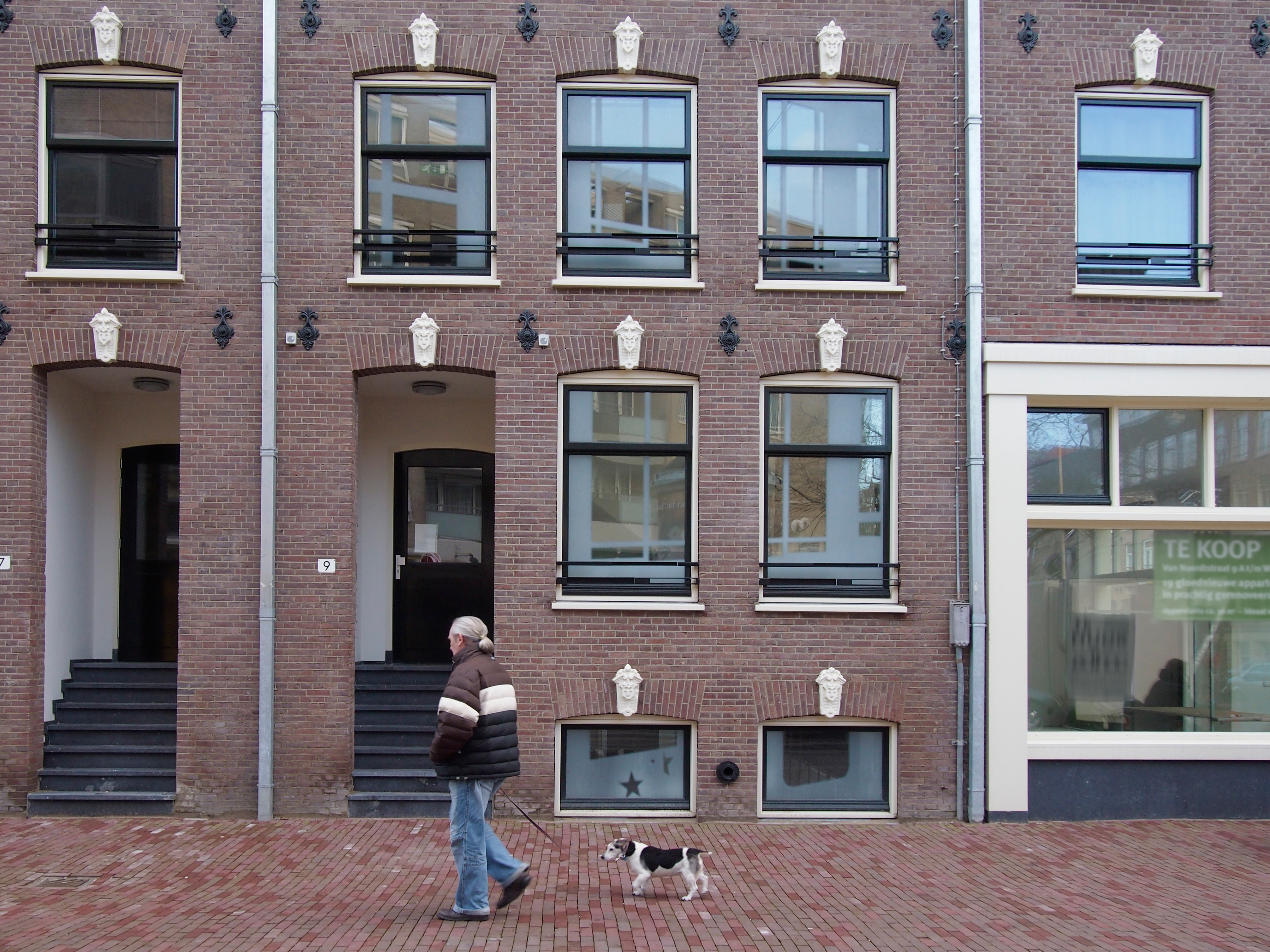
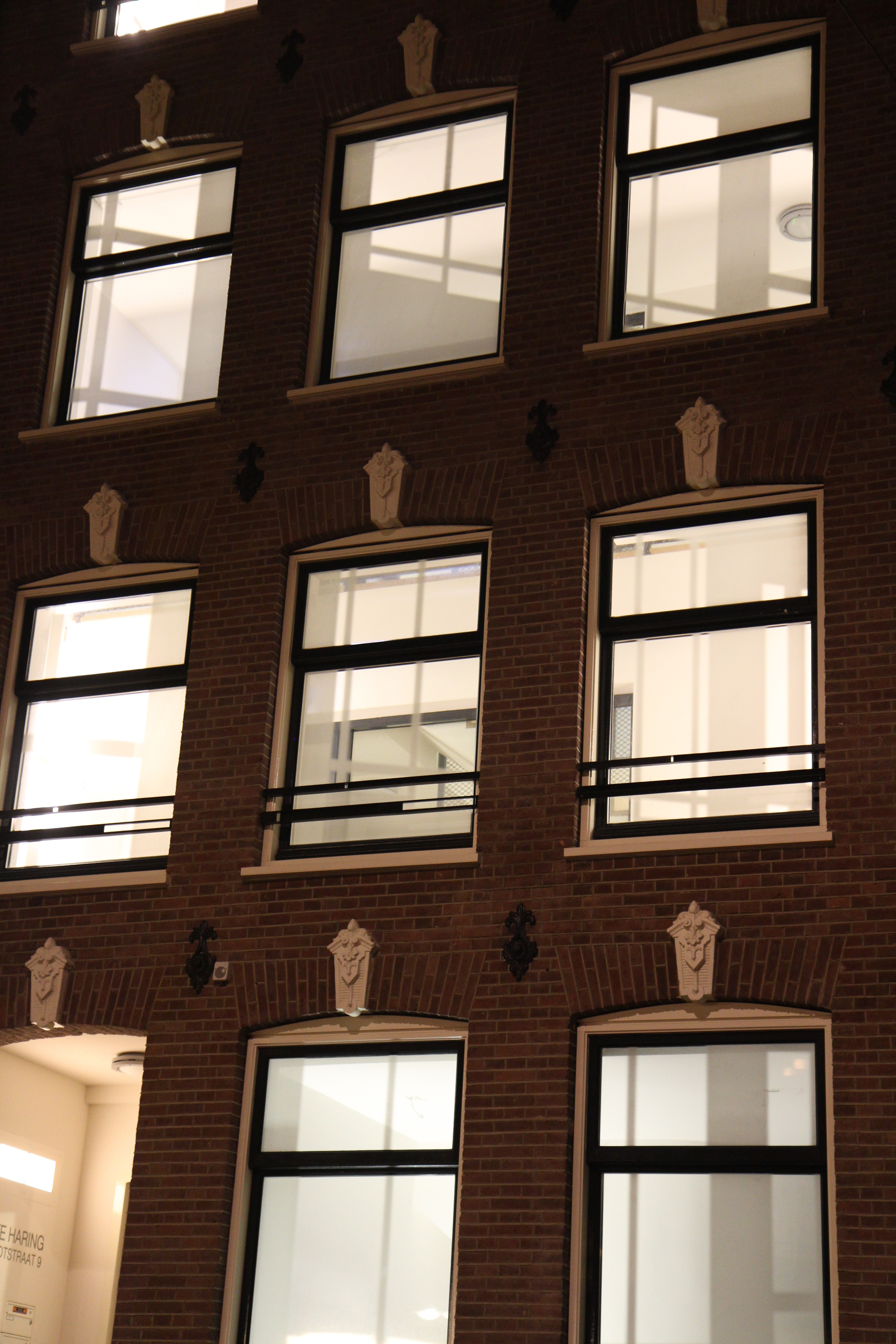